# Harutaeographa brahma
Harutaeographa brahma es una polilla de la familia Noctuidae. Se puede encuentrar en Nepal (Ganesh Himal). 